# Vitālijs Maksimenko
Vitālijs Maksimenko (Riga, 8 dicembre 1990) è un ex calciatore lettone, di ruolo difensore.

## Carriera

### Club
Ha cominciato la sua carriera nelle giovanili dello Skonto e dell'RFS Riga. Con quest'ultima squadra, all'epoca nota come Daugava/RFS, vinse la 1. Līga nel 2008. Esordì quindi in Virslīga il 4 maggio 2009 contro il Metalurgs; la stagione finì però male, con l'immediata retrocessione della squadra.
Passò, quindi, allo Skonto dove, in tre stagioni ha vinto un campionato e una coppa lettone, oltre ad una Baltic League. Con lo Skonto ha tra l'altro debuttato nelle qualificazioni per l'Europa League 2010-2011 contro il Portadown e, l'anno seguente, alle qualificazioni alla Champions League 2011-2012 contro il Wisła Cracovia.
A fine 2012 tentò quindi l'avventura all'estero, in Inghilterra, nelle file del Brighton & Hove Albion, squadra militante in Championship; non trovò però spazio e a marzo passò allo Yeovil Town, squadra di League One. Qui debuttò in campionato contro l'Oldham Athletic, entrando nella ripresa.
Trascorre la seconda parte della stagione 2013/2014 nella massima serie scozzese con il Kilmarnock. Nel 2014/2015 va, invece, nella seconda serie olandese con il VVV Venlo. Nel 2015 torna in patria con il Liepāja, dando il suo contributo alla vittoria del titolo. A fine stagione va in Austria con il Mattersburg.

### Nazionale
Ha giocato sia nell'Under-17 che nell'Under-19 che, soprattutto nell'Under-21, con cui ha disputato sei partite valide per le Qualificazioni al campionato europeo di calcio Under-21 2013.
Convocato con la nazionale maggiore già in occasione dell'amichevole contro Montenegro, ha esordito con tale selezione nell'amichevole contro il Giappone disputata il 6 febbraio 2013 entrando al 73' al posto di Vladimirs Kamešs. Tre mesi dopo nell'amichevole contro il Qatar del 24 maggio è promosso titolare.
Il 31 marzo 2015 nel corso di un incontro amichevole contro l'Ucraina mette a segno la sua prima rete in nazionale.

## Statistiche

### Cronologia presenze e reti in nazionale
| Cronologia completa delle presenze e delle reti in nazionale ― Lettonia | Cronologia completa delle presenze e delle reti in nazionale ― Lettonia | Cronologia completa delle presenze e delle reti in nazionale ― Lettonia | Cronologia completa delle presenze e delle reti in nazionale ― Lettonia | Cronologia completa delle presenze e delle reti in nazionale ― Lettonia | Cronologia completa delle presenze e delle reti in nazionale ― Lettonia | Cronologia completa delle presenze e delle reti in nazionale ― Lettonia | Cronologia completa delle presenze e delle reti in nazionale ― Lettonia |
| Data                                                                    | Città                                                                   | In casa                                                                 | Risultato                                                               | Ospiti                                                                  | Competizione                                                            | Reti                                                                    | Note                                                                    |
| ----------------------------------------------------------------------- | ----------------------------------------------------------------------- | ----------------------------------------------------------------------- | ----------------------------------------------------------------------- | ----------------------------------------------------------------------- | ----------------------------------------------------------------------- | ----------------------------------------------------------------------- | ----------------------------------------------------------------------- |
| 6-2-2013                                                                | Kōbe                                                                    | Giappone                                                                | 3 – 0                                                                   | Lettonia                                                                | Amichevole                                                              | -                                                                       | 73’                                                                     |
| 24-5-2013                                                               | Doha                                                                    | Qatar                                                                   | 3 – 1                                                                   | Lettonia                                                                | Amichevole                                                              | -                                                                       |                                                                         |
| 28-5-2013                                                               | Duisburg                                                                | Lettonia                                                                | 3 – 3                                                                   | Turchia                                                                 | Amichevole                                                              | -                                                                       | 46’                                                                     |
| 14-8-2013                                                               | Tallinn                                                                 | Estonia                                                                 | 1 – 1                                                                   | Lettonia                                                                | Amichevole                                                              | -                                                                       |                                                                         |
| 6-9-2013                                                                | Riga                                                                    | Lettonia                                                                | 2 – 1                                                                   | Lituania                                                                | Qual. Mondiali 2014                                                     | -                                                                       |                                                                         |
| 10-9-2013                                                               | Atene                                                                   | Grecia                                                                  | 1 – 0                                                                   | Lettonia                                                                | Qual. Mondiali 2014                                                     | -                                                                       |                                                                         |
| 11-10-2013                                                              | Vilnius                                                                 | Lituania                                                                | 2 – 0                                                                   | Lettonia                                                                | Qual. Mondiali 2014                                                     | -                                                                       |                                                                         |
| 15-10-2013                                                              | Riga                                                                    | Lettonia                                                                | 2 – 2                                                                   | Slovacchia                                                              | Qual. Mondiali 2014                                                     | -                                                                       |                                                                         |
| 15-11-2013                                                              | Dublino                                                                 | Irlanda                                                                 | 3 – 0                                                                   | Lettonia                                                                | Amichevole                                                              | -                                                                       |                                                                         |
| 31-5-2014                                                               | Liepāja                                                                 | Lettonia                                                                | 1 – 0                                                                   | Lituania                                                                | Coppa del Baltico 2014                                                  | -                                                                       | 58’                                                                     |
| 3-9-2014                                                                | Rīga                                                                    | Lettonia                                                                | 2 – 0                                                                   | Armenia                                                                 | Amichevole                                                              | -                                                                       | 46’                                                                     |
| 9-9-2014                                                                | Astana                                                                  | Kazakistan                                                              | 0 – 0                                                                   | Lettonia                                                                | Qual. Euro 2016                                                         | -                                                                       |                                                                         |
| 28-3-2015                                                               | Praga                                                                   | Rep. Ceca                                                               | 1 – 1                                                                   | Lettonia                                                                | Qual. Euro 2016                                                         | -                                                                       |                                                                         |
| 31-3-2015                                                               | Leopoli                                                                 | Ucraina                                                                 | 1 – 1                                                                   | Lettonia                                                                | Amichevole                                                              | 1                                                                       | 46’                                                                     |
| 12-6-2015                                                               | Rīga                                                                    | Lettonia                                                                | 0 – 2                                                                   | Paesi Bassi                                                             | Qual. Euro 2016                                                         | -                                                                       |                                                                         |
| 3-9-2015                                                                | Konya                                                                   | Turchia                                                                 | 1 – 1                                                                   | Lettonia                                                                | Qual. Euro 2016                                                         | -                                                                       |                                                                         |
| 6-9-2015                                                                | Rīga                                                                    | Lettonia                                                                | 1 – 2                                                                   | Rep. Ceca                                                               | Qual. Euro 2016                                                         | -                                                                       | 45+1’                                                                   |
| 10-10-2015                                                              | Reykjavík                                                               | Islanda                                                                 | 2 – 2                                                                   | Lettonia                                                                | Qual. Euro 2016                                                         | -                                                                       | 75’                                                                     |
| 13-10-2015                                                              | Rīga                                                                    | Lettonia                                                                | 0 – 1                                                                   | Kazakistan                                                              | Qual. Euro 2016                                                         | -                                                                       |                                                                         |
| 25-3-2016                                                               | Trnava                                                                  | Slovacchia                                                              | 0 – 0                                                                   | Lettonia                                                                | Amichevole                                                              | -                                                                       |                                                                         |
| 29-3-2016                                                               | Gibilterra                                                              | Gibilterra                                                              | 0 – 5                                                                   | Lettonia                                                                | Amichevole                                                              | -                                                                       | 72’                                                                     |
| 1-6-2016                                                                | Liepāja                                                                 | Lettonia                                                                | 2 – 1                                                                   | Lituania                                                                | Coppa del Baltico 2016                                                  | -                                                                       |                                                                         |
| 4-6-2016                                                                | Tallinn                                                                 | Estonia                                                                 | 0 – 0                                                                   | Lettonia                                                                | Coppa del Baltico 2016                                                  | -                                                                       |                                                                         |
| 2-9-2016                                                                | Rīga                                                                    | Lettonia                                                                | 3 – 1                                                                   | Lussemburgo                                                             | Amichevole                                                              | -                                                                       |                                                                         |
| 6-9-2016                                                                | Andorra la Vella                                                        | Andorra                                                                 | 0 – 1                                                                   | Lettonia                                                                | Qual. Mondiali 2018                                                     | -                                                                       |                                                                         |
| 7-10-2016                                                               | Rīga                                                                    | Lettonia                                                                | 0 – 2                                                                   | Fær Øer                                                                 | Qual. Mondiali 2018                                                     | -                                                                       | 75’                                                                     |
| 10-10-2016                                                              | Rīga                                                                    | Lettonia                                                                | 0 – 2                                                                   | Ungheria                                                                | Qual. Mondiali 2018                                                     | -                                                                       |                                                                         |
| 13-11-2016                                                              | Faro                                                                    | Portogallo                                                              | 4 – 1                                                                   | Lettonia                                                                | Qual. Mondiali 2018                                                     | -                                                                       | 25’                                                                     |
| 28-3-2017                                                               | Tbilisi                                                                 | Georgia                                                                 | 5 – 0                                                                   | Lettonia                                                                | Amichevole                                                              | -                                                                       | 67’                                                                     |
| 9-6-2017                                                                | Riga                                                                    | Lettonia                                                                | 0 – 3                                                                   | Portogallo                                                              | Qual. Mondiali 2018                                                     | -                                                                       |                                                                         |
| 12-6-2017                                                               | Riga                                                                    | Lettonia                                                                | 1 – 2                                                                   | Estonia                                                                 | Amichevole                                                              | -                                                                       | 46’                                                                     |
| 31-8-2017                                                               | Budapest                                                                | Ungheria                                                                | 3 – 1                                                                   | Lettonia                                                                | Qual. Mondiali 2018                                                     | -                                                                       |                                                                         |
| 3-9-2017                                                                | Riga                                                                    | Lettonia                                                                | 0 – 3                                                                   | Svizzera                                                                | Qual. Mondiali 2018                                                     | -                                                                       | 44’                                                                     |
| 7-10-2017                                                               | Tórshavn                                                                | Fær Øer                                                                 | 0 – 0                                                                   | Lettonia                                                                | Qual. Mondiali 2018                                                     | -                                                                       |                                                                         |
| 13-11-2017                                                              | Kosovska Mitrovica                                                      | Kosovo                                                                  | 4 – 3                                                                   | Lettonia                                                                | Amichevole                                                              | -                                                                       | 40’                                                                     |
| 2-6-2018                                                                | Rīga                                                                    | Lettonia                                                                | 1 – 0                                                                   | Estonia                                                                 | Coppa del Baltico 2018                                                  | -                                                                       |                                                                         |
| 9-6-2018                                                                | Liepāja                                                                 | Lettonia                                                                | 1 – 3                                                                   | Azerbaigian                                                             | Amichevole                                                              | -                                                                       |                                                                         |
| 9-9-2018                                                                | Tbilisi                                                                 | Georgia                                                                 | 1 – 0                                                                   | Lettonia                                                                | UEFA Nations League 2018-2019 - 1º turno                                | -                                                                       |                                                                         |
| 13-10-2018                                                              | Riga                                                                    | Lettonia                                                                | 1 – 1                                                                   | Kazakistan                                                              | UEFA Nations League 2018-2019 - 1º turno                                | -                                                                       |                                                                         |
| 16-10-2018                                                              | Riga                                                                    | Lettonia                                                                | 0 – 3                                                                   | Georgia                                                                 | UEFA Nations League 2018-2019 - 1º turno                                | -                                                                       |                                                                         |
| 15-11-2018                                                              | Astana                                                                  | Kazakistan                                                              | 1 – 1                                                                   | Lettonia                                                                | UEFA Nations League 2018-2019 - 1º turno                                | -                                                                       |                                                                         |
| 19-11-2018                                                              | Andorra La Vella                                                        | Andorra                                                                 | 0 – 0                                                                   | Lettonia                                                                | UEFA Nations League 2018-2019 - 1º turno                                | -                                                                       |                                                                         |
| 21-3-2019                                                               | Skopje                                                                  | Macedonia del Nord                                                      | 3 – 1                                                                   | Lettonia                                                                | Qual. Euro 2020                                                         | -                                                                       |                                                                         |
| 24-3-2019                                                               | Varsavia                                                                | Polonia                                                                 | 2 – 0                                                                   | Lettonia                                                                | Qual. Euro 2020                                                         | -                                                                       | 53’                                                                     |
| 7-6-2019                                                                | Riga                                                                    | Lettonia                                                                | 0 – 3                                                                   | Israele                                                                 | Qual. Euro 2020                                                         | -                                                                       |                                                                         |
| 10-6-2019                                                               | Riga                                                                    | Lettonia                                                                | 0 – 5                                                                   | Slovenia                                                                | Qual. Euro 2020                                                         | -                                                                       | 16’                                                                     |
| 6-9-2019                                                                | Salisburgo                                                              | Austria                                                                 | 6 – 0                                                                   | Lettonia                                                                | Qual. Euro 2020                                                         | -                                                                       |                                                                         |
| 9-9-2019                                                                | Riga                                                                    | Lettonia                                                                | 0 – 2                                                                   | Macedonia del Nord                                                      | Qual. Euro 2020                                                         | -                                                                       | 57’                                                                     |
| 10-10-2019                                                              | Riga                                                                    | Lettonia                                                                | 0 – 3                                                                   | Polonia                                                                 | Qual. Euro 2020                                                         | -                                                                       | 52’                                                                     |
| 16-11-2019                                                              | Lubiana                                                                 | Slovenia                                                                | 1 – 0                                                                   | Lettonia                                                                | Qual. Euro 2020                                                         | -                                                                       |                                                                         |
| 19-11-2019                                                              | Riga                                                                    | Lettonia                                                                | 1 – 0                                                                   | Austria                                                                 | Qual. Euro 2020                                                         | -                                                                       |                                                                         |
| 4-6-2021                                                                | Riga                                                                    | Lettonia                                                                | 3 – 1                                                                   | Lituania                                                                | Coppa del Baltico 2021                                                  | -                                                                       | 61’                                                                     |
| 7-6-2021                                                                | Düsseldorf                                                              | Germania                                                                | 7 – 1                                                                   | Lettonia                                                                | Amichevole                                                              | -                                                                       | 46’                                                                     |
| 26-3-2024                                                               | Larnaca                                                                 | Lettonia                                                                | 1 – 1                                                                   | Liechtenstein                                                           | Amichevole                                                              | -                                                                       |                                                                         |
| Totale                                                                  |                                                                         | Presenze                                                                | 54                                                                      |                                                                         | Reti                                                                    | 1                                                                       |                                                                         |

## Palmarès

### Club

#### Competizioni nazionali
- 1. Līga: 1

Daugava Riga: 2008
- Coppa di Russia: 1

CSKA Mosca: 2008-2009
- Campionato lettone: 2

Skonto: 2010
Liepāja: 2015
- Coppa di Lettonia: 1

Skonto: 2011-2012
- Coppa di Slovenia: 1

Olimpia Lubiana: 2020-2021

#### Competizioni internazionali
- Baltic League: 1

Skonto: 2010-2011

### Nazionale
- Coppa del Baltico: 2

2014, 2016